# Tomba d'Amarna 14
La tomba de l'antic Egipte del noble May, coneguda com la Tomba d'Amarna 14, es troba en el grup de tombes conegudes col·lectivament com les Tombes Sud, prop de la ciutat d'Amarna, a Egipte.
May va ser «Portador del Ventall a la dreta del Rei», «Escriba reial», «Escriba dels reclutes», «Administrador de la Casa de Sehetep-Aton», «Administrador de la Casa de Waen-Ra en Heliòpolis», «Supervisor dels ramats de l'Estat de Ra en Heliòpolis», «Supervisor dels treballs del Rei» i «General del Senyor de les Dues Terres».
May va ser un alt oficial a principis del regnat d'Akhenaton, però va caure en desgràcia abans de la mort del Rei i es va esborrar curosament el seu nom en la majoria de llocs. May va tenir oficines en els temples del Sol a Heliòpolis, prop del Caire.

## Façana
Als brancals hi ha inscrites oracions funeràries i la llinda mostra a la Família Reial adorant a Aton, però està gairebé destruïda.

## Entrada a la sala
En el costat esquerre hi ha un panell que representa a la Família Reial adorant a Aton, on apareixen el rei, la reina, tres princeses (Meritaton i Meketaton i Ankhesenpaaton) i la germana de Nefertiti, Mutnedjmet, amb els seus dos nans. A sota hi ha un panell de disset columnes de jeroglífics que contenen una oració a Aton i la figura esborrada de May. A la part dreta, hi ha cinc columnes de jeroglífics contenien una breu descripció de la carrera de May, donant importància de la seva promoció des del seu origen humil, on hi ha també una figura esborrada de May.

## Sala
No està acabada, però estava prevista la construcció de dotze columnes amb forma d'un feix de vuit tiges de papir i d'estàtues a banda i banda de la sala, però només hi ha una estàtua de May en peu que tot just es començava a esculpir. A la part posterior està marcada la ubicació de la porta destinada a una sala interior. Una escala de dinou esglaons condueix a una cambra funerària sense acabar.
L'única decoració de la sala és un esborrany que pertany a una escena de recompensa des de la Finestra d'Aparicions. Abaix hi ha una escena que es pot veure un sender que porta fins a la riba del riu on hi ha vaixells amarrats. Els dos vaixells principals pertanyien al rei i a la reina. A la vora de l'escena hi ha un munt de rems, cordes, pals i un home fent una xarxa.